# Luge en los Juegos Olímpicos
El luge en los Juegos Olímpicos se realizó por primera vez en Innsbruck 1964, en las categorías individual masculina, individual femenina y doble. Desde la edición de Sochi 2014 se disputa además una prueba por equipos mixtos.
Tras el Campeonato Mundial, es la máxima competición internacional de luge. Es organizado por el Comité Olímpico Internacional (COI), junto con la Federación Internacional de Luge (FIL).

## Ediciones
| Núm. | Año                 | Sede                          | Instalación                                     |
| ---- | ------------------- | ----------------------------- | ----------------------------------------------- |
| I    | Innsbruck 1964      | Igls ( Austria)               | Pista de Bobsleigh y Luge de Igls               |
| II   | Grenoble 1968       | Villard-de-Lans ( Francia)    | Pista de Luge de Villard-de-Lans                |
| III  | Sapporo 1972        | Sapporo ( Japón)              | Pista de Luge de Monte Teine                    |
| IV   | Innsbruck 1976      | Igls ( Austria)               | Pista de Bobsleigh y Luge de Igls               |
| V    | Lake Placid 1980    | Lake Placid ( Estados Unidos) | Pista Olímpica de Mt. Van Hoevenberg            |
| VI   | Sarajevo 1984       | Sarajevo ( Yugoslavia)        | Pista Olímpica de Bobsleigh y Luge de Trebević  |
| VII  | Calgary 1988        | Calgary ( Canadá)             | Parque Olímpico de Canadá                       |
| VIII | Albertville 1992    | La Plagne ( Francia)          | Pista de Bobsleigh y Luge de La Plagne          |
| IX   | Lillehammer 1994    | Lillehammer ( Noruega)        | Pista Olímpica de Bobsleigh y Luge              |
| X    | Nagano 1998         | Nagano ( Japón)               | Spiral                                          |
| XI   | Salt Lake City 2002 | Park City ( Estados Unidos)   | Parque Olímpico de Utah                         |
| XII  | Turín 2006          | Cesana Torinese ( Italia)     | Cesana Pariol                                   |
| XIII | Vancouver 2010      | Whistler ( Canadá)            | Centro de Deportes de Deslizamiento de Whistler |
| XIV  | Sochi 2014          | Krasnaya Poliana ( Rusia)     | Centro de Deportes de Deslizamiento Sanki       |
| XV   | Pyeongchang 2018    | Pyeongchang ( Corea del Sur)  | Centro de Deportes de Deslizamiento de Alpensia |
| XVI  | Pekín 2022          | Yanqing ( China)              | Circuito Nacional de Deportes de Deslizamiento  |

## Medallero histórico
- Actualizado a Pekín 2022.

| Núm. | País           | Oro | Plata | Bronce | Total |
| ---- | -------------- | --- | ----- | ------ | ----- |
| 1    | Alemania       | 38  | 26    | 23     | 87    |
| 2    | Italia         | 7   | 4     | 7      | 18    |
| 3    | Austria        | 6   | 10    | 9      | 25    |
| 4    | Rusia          | 1   | 5     | 4      | 10    |
| 5    | Estados Unidos | 0   | 3     | 3      | 6     |
| 6    | Letonia        | 0   | 1     | 4      | 5     |
| 7    | Canadá         | 0   | 1     | 1      | 2     |
|      | TOTAL          | 52  | 50    | 51     | 153   |

1. ↑  Incluye las medallas obtenidas por la RFA y la RDA entre 1949 y 1990.
2. ↑  Incluye las medallas obtenidas por la URSS.